# طاهر باشا
طاهر باشا هو قائد أرناؤوطي ألباني لعساكر الباشبوزق العثمانية التركية في مصر في عهد الوالي خسرو باشا. استولى على السلطة، ولكنه لم يلبث أن قُتل وحل محله في قيادة العساكر الألبان محمد علي باشا، الذي صار واليًا على مصر فيما بعد.

## عنه
كان طاهر باشا واحدًا من خمسة ولاة عثمانيين تعاقبوا على مصر في فترة وجيزة امتدت من مارس 1804 إلى مايو 1805، هم على الترتيب خسرو باشا (خُلع) وطاهر باشا (قُتل) وأحمد باشا (طُرِد) وعلي باشا الجزايرلي (قُتل) وخورشيد باشا (خُلع).